# Brachycerasphora
Brachycerasphora is een geslacht van spinnen uit de familie hangmatspinnen (Linyphiidae).

## Soorten
De volgende soorten zijn bij het geslacht ingedeeld:
- Brachycerasphora connectens Denis, 1964
- Brachycerasphora convexa (Simon, 1884)
- Brachycerasphora femoralis (O. P.-Cambridge, 1872)
- Brachycerasphora monocerotum Denis, 1962
- Brachycerasphora parvicornis (Simon, 1884)